# ♯1
«#1» es una canción interpretada por el rapero estadounidense Nelly. La canción fue escrita por Nelly y Waiel “Wally” Yaghnam, quien también produjo la canción. Fue publicada el 21 de agosto de 2001 como el sencillo principal de la banda sonora de la película Training Day de 2001. También se incluyó en el segundo álbum de estudio de Nelly, Nellyville (2002).

## Video musical
El videoclip de la canción fue dirigido por Steve Carr, y presenta a Joe Perry de Aerosmith en la guitarra. La trama del video sigue de cerca al de Training Day, con Nelly desempeñando un doble papel como los personajes de Ethan Hawke y Denzel Washington de un policía novato y un policía veterano corrupto.

## Lista de canciones
| Australian CD single |                                                          |          |  |
| N.º                  | Título                                                   | Duración |  |
| 1.                   | «#1» (Radio version)                                     | 4:01     |  |
| 2.                   | «#1» (Album version)                                     | 4:23     |  |
| 3.                   | «#1» (Instrumental)                                      | 4:08     |  |
| 4.                   | «#1» (Training Day (In My Hood) (Radio Edit – No Intro)) | 3:46     |  |
| 5.                   | «#1» (Training Day (In My Hood))                         | 4:21     |  |

## Créditos y personal
Créditos adaptados desde las notas de álbum de Nellyville.
- Nelly – voces, letrista, productor ejecutivo
- Waiel “Wally” Yaghnam – compositor, productor
- TJ Oster – guitarra
- Russell Giraud – ingeniero de audio
- Matt Still – ingeniero de audio
- Rich Travali – mezclas
- Herb Powers – masterización
- Peter Vassos – masterización[6]
- Kevin Law – productor ejecutivo
- C-Love – productor ejecutivo

## Posicionamiento
| Gráfica (2001–2002)                                       | Pico de posición |
| --------------------------------------------------------- | ---------------- |
| Alemania (Official German Charts)                         | 16               |
| Australia (ARIA Top 50 Singles)                           | 20               |
| Australia (ARIA Top 25 Urban Singles)                     | 6                |
| Austria (Ö3 Austria Top 40)                               | 35               |
| Estados Unidos (Billboard Hot 100)                        | 22               |
| Estados Unidos (Billboard Hot R&B/Hip-Hop Songs)          | 20               |
| Estados Unidos (Billboard Mainstream R&B/Hip-Hop Airplay) | 13               |
| Estados Unidos (Billboard Pop Airplay)                    | 13               |
| Estados Unidos (Billboard R&B/Hip-Hop Airplay)            | 19               |
| Estados Unidos (Billboard Radio Songs)                    | 20               |
| Estados Unidos (Billboard Rap Airplay)                    | 6                |
| Estados Unidos (Billboard Rhythmic Airplay)               | 4                |
| Países Bajos (Single Top 100)                             | 52               |
| Suiza (Schweizer Hitparade)                               | 22               |

## Historial de lanzamientos
| Región         | Fecha                | Formato      | Discográfica | Ref.   |
| -------------- | -------------------- | ------------ | ------------ | ------ |
| Estados Unidos | 21 de agosto de 2001 | Radio Urbana | Priority     | [ 21 ] |
| Australia      | 14 de enero de 2002  | CD           | EMI          | [ 4 ]  |